# Comité de transition pour le salut du peuple
Ne doit pas être confondu avec Comité national pour le salut du peuple.
Le Comité de transition pour le salut du peuple en l'instance gouvernementale mise en place juste après le coup d'État ayant renversé le président Moussa Traoré en 1991. Ce comité gouverne le Mali du 26 mars 1991 au 8 juin 1992. Son unique président est Amadou Toumani Touré, qui devient par la suite président du Mali élu démocratiquement de 2002 à 2012, date à laquelle un coup d'État le renverse à son tour.